# Кругляк, Алексей Григорьевич
Алексей Григорьевич Кругляк (9 декабря 1975 — 16 мая 2017) — украинский фехтовальщик, участник Олимпийских игр 2000 года в Сиднее.

## Биография
Кругляк принимал участие в чемпионате Европы по фехтованию 1998 в Пловдиве, где в 1/4 финала проиграл венгру Марку Марси 15:3. В том же году Кругляк получил травму. В Киеве во время тренировке клинок соперника прошёл ему под мышку. Тем не менее, спортсмен восстановился и принял участие в Олимпийских играх.
Ни Играх в Сиднее Кругляк выступал в индивидуальном и командном турнире на рапирах. В первом раунде личного первенства он победил со счётом 15:9 соотечественника Алексея Брызгалова, но в следующем раунде уступил немцу Ральфу Биссдорфу. В командном первенстве Украина заняла пятое место.
Алексей Кругляк умер 16 мая 2017 года, похороны состоялись на следующий день на Байковом кладбище.